# Johannes Vall
Johannes Björn Vall (Falkenberg, 19 ottobre 1992) è un calciatore svedese, centrocampista dell'ÍA Akraness.

## Carriera
È nato e cresciuto calcisticamente a Falkenberg, prima nelle giovanili dello Skrea IF – in cui ha iniziato a giocare all'età di cinque anni – e in seguito nella principale squadra cittadina.
Il 24 ottobre 2009 ha debuttato nel campionato di Superettan, giocando gli ultimi minuti del match interno contro l'IFK Norrköping all'ultima giornata. Nella stagione 2010 ha collezionato 3 presenze, mentre in quella seguente è sceso in campo 8 volte, rinnovando però il contratto di due anni. Tuttavia, complici alcuni problemi fisici, tra le stagioni 2012 e 2013 ha giocato complessivamente solo 14 partite.
Il campionato 2013 è culminato con la promozione del Falkenberg in Allsvenskan, dando a Vall la possibilità di cimentarsi nella massima serie. Durante la sua stagione di debutto in Allsvenskan ha messo a referto 22 presenze, di cui 3 da titolare, e segnato 4 gol. Nel dicembre 2014 ha firmato un rinnovo biennale, prolungando poi il suo contratto di un ulteriore anno nel 2016 nonostante la retrocessione in Superettan.
Nell'agosto del 2017 è tornato a calcare i campi della massima serie con la cessione all'IFK Norrköping, squadra che aveva appena venduto il terzino Christopher Telo. Di lì a fine stagione, nei tre mesi rimanenti, Vall è stato schierato solo due volte, partendo dalla panchina in entrambe le occasioni. Nel luglio 2019 – avendo giocato solo 6 partite di campionato nel giro di due anni – Vall ha lasciato spazio al ritorno del già citato Telo ed è stato girato in prestito all'Öster nella seconda serie nazionale.
Una volta terminato il contratto con il Norrköping, Vall è stato libero di accordarsi a parametro zero per un anno con il Ljungskile neopromosso nella Superettan 2020.
La sua carriera è poi proseguita in Islanda, tra Valur e ÍA Akraness.